# Change Your Life
Change Your Life è un singolo della rapper australiana Iggy Azalea, estratto come terzo singolo il 12 settembre 2013 dall'album The New Classic. Il brano presenta una collaborazione con il rapper T.I.

## Descrizione
Il brano musicale è stato scritto da Iggy Azalea e da T.I..
Il 23 aprile 2013, Azalea ha comunicato di aver firmato un contratto discografico da solista con la Island Def Jam. Il terzo singolo di The New Classic, dal titolo Change Your Life, è stato premiato il 19 agosto 2013.
Il 3 ottobre 2013, Azalea ha fatto la sua prima apparizione sul parco di 106 & BET, dove è stata intervistata per la canzone Change Your Life, con T.I..
Change Your Life è stato il primo brano della rapper Iggy Azalea ad entrare nella top 10 inglese.

## Tracce
Download digitale
1. Change Your Life (featuring T.I.)" – 3:40

CD singolo
1. Change Your Life (featuring T.I.) – 3:40
2. Work (VEVO Stripped Version)

Digital Remixes
1. Change Your Life (featuring T.I.) (Maddslinky Remix) — 5:41
2. Change Your Life (featuring T.I.) (Shift K3Y Remix) — 5:20
3. Change Your Life (featuring T.I.) (Wideboys Remix) — 6:04

Download digitale - Iggy Only Version
1. Change Your Life (Iggy Only Version) – 3:40

Change Your Life – EP (CD e download digitale)
1. Change Your Life (featuring T.I.) – 3:40
2. Work – 3:42
3. Bounce - 2:46
4. Work (featuring Wale) - 4:10
5. Change Your Life (featuring T.I.) (Shift K3Y Remix) - 5:20
6. Change Your Life (featuring T.I.) (Wideboys Remix) - 6:04

## Classifiche
| Classifica (2013-14) | Posizione raggiunta |
| -------------------- | ------------------- |
| Australia            | 44                  |
| Belgio (Fiandre)     | 106                 |
| Irlanda              | 28                  |
| Nuova Zelanda        | 38                  |
| Regno Unito          | 10                  |
| Stati Uniti          | 122                 |